# Ténevo
Ténevo (búlgaro: Тѐнево) es un pueblo de Bulgaria perteneciente al municipio de Tundzha de la provincia de Yámbol.
Se conoce su existencia desde el siglo XVII. Adoptó su nombre actual en 1950 en honor a Kolyo Tenev, miembro de la resistencia búlgara durante la Segunda Guerra Mundial que había nacido en este pueblo.
Se ubica a orillas del río Tundzha unos 10 km al sur de Yámbol.

## Demografía
En 2011 tiene 1509 habitantes, el 92,97% búlgaros y el 4,04% turcos.
En anteriores censos su población ha sido la siguiente:
- 1934: 2769 habitantes
- 1946: 3418 habitantes
- 1956: 3339 habitantes
- 1965: 3003 habitantes
- 1975: 2879 habitantes
- 1985: 2462 habitantes
- 1992: 2354 habitantes
- 2001: 2001 habitantes